# Lactarius helvus
Lactaire à odeur d'érable
Espèce
Le Lactaire à odeur d'érable, (Lactarius helvus), est une espèce de champignons basidiomycètes de la famille des Russulaceae.